# Jamal Robinson
Jamal Tyrone Robinson (nacido el 27 de diciembre de 1973 en San Diego, California) es un exjugador de baloncesto estadounidense que disputó una temporada en la NBA, transcurriendo el resto de su carrera en ligas menores de su país, y en equipos de América y de Europa. Con 2,01 metros de estatura, jugaba en la posición de alero.

## Trayectoria deportiva

### Universidad
Jugó durante cuatro temporadas con los Cavaliers de la Universidad de Virginia, en las que promedió 6,3 puntos, 3,9 rebotes y 1,6 asistencias por partido.

### Profesional
Tras no ser elegido en el 1997, jugó en ligas de segundo nivel como las de Líbano y Chipre, hasta que en septiembre de 2000 fichó como agente libre por los Miami Heat. Pero solo disputó 6 partidos, en los que promedió 1,0 puntos y 1,8 rebotes.
Jugó posteriormente una temporada en los Sioux Falls Skyforce de la CBA, y en 2001 fichó por el Felice Scandone Basket Avellino italiano, donde jugó una temporada en la que promedió 13,9 puntos y 3,3 rebotes por partido.
Tras volver a Chipre, en 2002 fichó por el Roanoke Dazzle de la NBA D-League, donde jugó una temporada en la que promedió 12,0 puntos y 3,1 rebotes por partido.
En 2003 regresó a Italia para jugar con el Aurora Basket Jesi de la Legadue, donde estuvo una temporada en la que promedió 17,0 puntos y 4,4 rebotes por partido. Continuó en la segunda categoría del baloncesto italiano dos temporadas más, en 2004 jugando con el Scafati Basket, con los que promedió 14,0 puntos y 5,7 rebotes por partido, y al año siguiente con el A.S. Junior Pallacanestro Casale, donde sus promedios fueron de 15,0 puntos y 5,5 rebotes.
En 2007 cambió de continente, al fichar por el Boca Juniors argentino, con los que se proclamaría campeón de liga, derrotando en la final al Club Atlético Peñarol por 4-2. Al año siguiente fichó por el Club Deportivo Libertad, terminando su carrera jugando en los Norfolk Trailblazers, un equipo de exhibición.

## Estadísticas de su carrera en la NBA

### Temporada regular
| Año     | Equipo | PJ | PT | MPP  | %TC  | %3P  | %TL | RPP | APP | ROB | TPP | PPP |
| ------- | ------ | -- | -- | ---- | ---- | ---- | --- | --- | --- | --- | --- | --- |
| 2000-01 | Miami  | 6  | 0  | 12.0 | .136 | .000 | –   | 1.8 | .3  | 1.0 | .0  | 1.0 |
| Total   | Total  | 6  | 0  | 12.0 | .136 | .000 | –   | 1.8 | .3  | 1.0 | .0  | 1.0 |